# Brunfiltet stjernemos
Brunfiltet stjernemos (Mnium hornum) er et meget almindeligt mos i ellesumpe eller på morbund i skove. Det er et mos, som er nemt at kende på sine savtakkede blade og tætte rhizoidfilt.
Brunfiltet stjernemos har oprette stængler med 4-8 mm lange, lancetformede blade, hvor randsømmen har kraftige, parvise tænder. På bladets underside er også ribben forsynet med tænder. Bladene er helt lysegrønne om foråret, men bliver senere mørkegrønne. Sporehuse er almindelige.
Arterne i stjernemos-slægten er dioike, dvs. at de hanlige og hunlige kønsorganer er fordelt på forskellige planter. For at befrugtningen kan finde sted skal spermatozoiderne således bevæge sig fra hanplanten til hunplanten. De hanlige kønsorganer er samlet for enden af stænglen i en stand (gametangie), der er formet som en kop. Når en regndråbe rammer denne kop, spredes spermatozoiderne med resterne af dråben ud til siderne, og derved kan de befrugte en nærstående hunplante. Observationer foretaget på fælledkrybstjerne har vist, at spermatozoiderne kan sprede sig i en radius på helt op til 10 cm på denne måde.
Brunfiltet stjernemos er udbredt i de tempererede dele af Europa. Desuden i det østlige Nordamerika, Japan og Azorerne.